# Hermann von Helmholtz
Hermann Ludwig Ferdinand von Helmholtz (Potsdam, 31 augustus 1821 – Charlottenburg, 8 september 1894) was een Duits medicus en natuurkundige. Hij was een van de meest veelzijdige geleerden van zijn tijd en in 1995 werd de Helmholtz-Gemeinschaft nog naar hem vernoemd.
Helmholtz leverde fundamentele bijdragen op het gebied van optica, elektrodynamica, thermodynamica, hydrodynamica, akoestiek, metrologie, wiskunde en fysiologie, maar is vooral bekend door zijn wet van behoud van energie.

## Jeugd
Helmholtz werd geboren als oudste van vier kinderen van de leraar Ferdinand Helmholtz (1792-1858) en Caroline Penn (1794-1854), de dochter van een artillerieofficier. Zijn vader had filologie en filosofie gestudeerd maar had een slecht betaalde baan als leraar op een gymnasium aangenomen. Hij was een goede vriend van de filosoof Immanuel Hermann von Fichte. Helmholtz' werk is beïnvloed door de filosofie van diens vader Johann Gottlieb Fichte en door die van Kant. Hij trachtte hun theorieën toe te passen in de fysiologie. Naast filosofie werd hij door zijn vader onderwezen in de talen Latijn, Grieks, Hebreeuws, Frans, Engels, Italiaans en Arabisch.
Tijdens zijn jeugd raakte Helmholtz geïnteresseerd in exacte wetenschappen, maar zijn ouders waren te arm om hem naar een gewone universiteit te sturen. Daarom wilde zijn vader dat hij medicijnen ging studeren omdat hij daar een studiebeurs voor kon krijgen. In 1838 schreef hij zich in aan het Medizinisch-chirurgischen Friedrich-Wilhelm-Institut, een militair-medisch opleidingsinstituut.
Helmholtz promoveerde in 1842 bij farmacoloog en fysioloog Johannes Peter Müller op het proefschrift "De fabrica systematis nervosi evertebratorum" ("De structuur van het zenuwcentrum bij ongewervelden"). Hierin beschreef hij de ontdekking dat zenuwvezels ontstaan vanuit zenuwknoopcellen. Gedurende zijn verplichte militaire diensttijd als arts bij het Regiment Huzaren van het Pruisische leger in Potsdam bleef hij onderzoek doen. Niet alleen in het laboratorium van Müller, maar ook bij chemicus Eilhard Mitscherlich en fysicus Heinrich Gustav Magnus. Na zijn diensttijd werd hij in 1849 benoemd tot hoogleraar geneeskunde te Koningsbergen (huidige Kaliningrad). Vervolgens was hij hoogleraar fysiologie en anatomie in zowel Bonn (1855) als Heidelberg (1859).

## Fysiologie
Zijn eerste belangrijke wetenschappelijke prestatie, een natuurkundige verhandeling uit 1847 over het behoud van energie, schreef hij vanuit medisch standpunt, geïnspireerd door zijn filosofische belangstelling. Op 23 juli had Helmholtz voor het "Physikalisch Gesellschaft" te Berlijn een lezing gehouden met de titel "Über die Erhaltung der Kraft" ("Over het behoud van kracht"). Hierbij vertelde hij over de aard van krachten en demonstreerde hij met proeven dat de uiting van verschillende krachten samengevoegd konden worden onder de gemeenschappelijke noemer 'energie'.
Helmholtz had het principe ontdekt toen hij de stofwisseling in spieren bestudeerde. Hij probeerde te bewijzen dat er bij spierbewegingen geen energie verloren gaat, omdat dit ook zou bewijzen dat er geen "levenskracht" nodig was om een spier in beweging te brengen. Daarmee zou hij een slag kunnen toebrengen aan de speculatieve traditie in de natuurfilosofie die in die tijd nog veel invloed had in de Duitse fysiologie.
In 1851 vond hij de oftalmoscoop of oogspiegel uit. Hiermee bekijkt de oogarts of de optometrist de binnenkant van het oog, waarbij de interesse voornamelijk uitgaat naar het netvlies (retina). Helmholtz vond dit instrument uit om aan zijn studenten te laten zien waarom een gloed van reflecterend licht soms te zien is in de ogen van dieren, zoals de kat. Via enkele schuin geplaatste glasplaatjes kon Helmholtz licht in de pupil werpen en gelijktijdig door dezelfde glasplaatjes de fundus (het achterste ooggedeelte) bestuderen.
In 1880 vond hij de ophtalmometer (ook wel bekend als keratometer) uit, een instrument waarmee de kromming van de voorkant van het hoornvlies gemeten kan worden. Helmholtz raakte in die tijd in toenemende mate geïnteresseerd in de fysiologie van de zintuigen. Zijn belangrijkste publicatie was het "Handbuch der Physiologischen Optik" ("Handboek van de fysiologische optiek"). Gedurende de tweede helft van de negentiende eeuw was dit het standaardwerk op dit terrein. Het handboek beschreef door onderzoek onderbouwde theorieën over het waarnemen van ruimte en van kleuren.
Helmholtz werkte in de loop van tientallen jaren dit boek regelmatig bij, omdat hij een diepgaand verschil van mening had met Ewald Hering, die over het zien van kleuren en ruimte tegengestelde opvattingen koesterde. Dit dispuut verdeelde het terrein van de fysiologie gedurende de tweede helft van de negentiende eeuw. Tevens verklaarde hij nauwkeurig de werking van gehoorbeentjes in het oor en de fysiologische werking van de slakkenhuis (cochlea) met betrekking tot sympathische vibraties.
In 1863 publiceerde Helmholtz een boek getiteld "Die Lehre von den Tonempfindungen als physiologische Grundlage für die Theorie der Musik" ("De leer van de toonwaarneming als fysiologische grondslag voor de muziektheorie") waaruit nogmaals zijn interesse in de natuurkunde van de perceptie bleek. In dit boek legde hij de essentie van geluid bloot en introduceerde hij de Helmholtznotatie voor muziek, met veel nieuwe wijzigingstekens om de natuurlijke intonatie van muziektonen te beschrijven. Ook in de 21e eeuw wordt deze notatie nog verfijnd en gebruikt voor het weergeven van nieuwe inzichten in de geluidsleer, een vakgebied van de musicologie. Helmholtz vond ook de Helmholtzresonator uit om de hoogte van de verschillende tonen te kunnen laten zien.
De zintuigfysiologie van Helmholtz vormde de basis van het werk van zijn student Wilhelm Wundt, die wordt beschouwd als de grondlegger van de experimentele psychologie. Wundt omschreef zijn onderzoek wat explicieter dan Helmholtz als een vorm van op onderzoek gebaseerde psychologie, waarbij de geest als iets afzonderlijks ten opzichte van het lichaam werd opgevat. Helmholtz had bij het weerleggen van de in zijn tijd dominerende speculatieve traditie van de natuurfilosofie steeds het belang van het materialisme benadrukt en richtte zich meer op de eenheid van lichaam en geest.

## Natuurkunde
In 1871 verhuisde Helmholtz van Heidelberg naar Berlijn om er hoogleraar in de natuurkunde te worden als opvolger van Magnus. Hij raakte geïnteresseerd in elektromagnetisme en introduceerde hij de elektrodynamische theorie van Maxwell in Duitsland. Zelf leverde hij geen belangrijke bijdrage, maar zijn student Heinrich Rudolf Hertz werd beroemd toen deze als eerste het bestaan van elektromagnetische straling demonstreerde. Helmholtz had het bestaan van elektromagnetische straling voorspeld uit de wetten van Maxwell, en de algemene golfvergelijking draagt nu zijn naam. In 1873 werd hij door de Royal Society onderscheiden met de Copley Medal en in 1883 werd hij door keizer Wilhelm I van Duitsland in de adelstand verheven en kreeg hij de titel Geheimrat.
Tot de studenten en medeonderzoekers van Helmholtz in Berlijn behoorden Max Planck, Heinrich Kayser, Eugen Goldstein, Wilhelm Wien, Arthur König, Henry A. Rowland, Albert Michelson en Michael Pupin. Zo begeleidde hij Michelson bij diens eerste experiment naar de invloed van ether op de lichtsnelheid die in 1881 in Berlijn werd uitgevoerd.
Helmholtz schreef over tal van onderwerpen, variërend van de leeftijd van de Aarde tot de oorsprong van het zonnestelsel.
Hij leverde ook belangrijke bijdragen aan de (klassieke) thermodynamica (zie Helmholtzenergie) en ook aan de wiskundige vectoranalyse, namelijk de Helmholtz-ontbinding, welke noodzakelijk was voor het werk van Maxwell.
In 1887 legde Helmholtz zijn hoogleraarschap neer en werd hij benoemd tot voorzitter van de "Physikalisch-Technischen Reichsanstalt", een nieuwe organisatie ter bevordering van de natuurkundige wetenschap en technologie in Duitsland. Deze grote Duitse gemeenschap van vijftien onderzoeksinstituten, de Helmholtz-Gemeinschaft, draagt nu zijn naam.
Hermann von Helmholtz overleed op 73-jarige leeftijd te Berlijn. Hij was tweemaal gehuwd. Zijn eerste huwelijk was in 1849 met Olga von Velten (1827-1859), met wie hij een zoon en een dochter kreeg. Zijn tweede huwelijk was in 1861 met Anna von Mohl (1834-1899), met wie hij nog eens drie kinderen kreeg. Een dochter uit dit tweede huwelijk zou later in het huwelijk treden met Arnold von Siemens, de zoon van industrieel Werner von Siemens met wie hij goed bevriend was.

## Werk
- Über die Erhaltung der Kraft (1847)
- Handbuch der physiologischen Optik (1856–1866; 1886–1896)
- Die Lehre von den Tonempfindungen (1863, 1913)
- Gesammelte wissenschaftliche Abhandlungen (3 delen, 1882–1895)
- Vorlesungen über theoretische Physik (6 delen, 1897–1925)
- Schriften zur Erkenntnistheorie (1921)

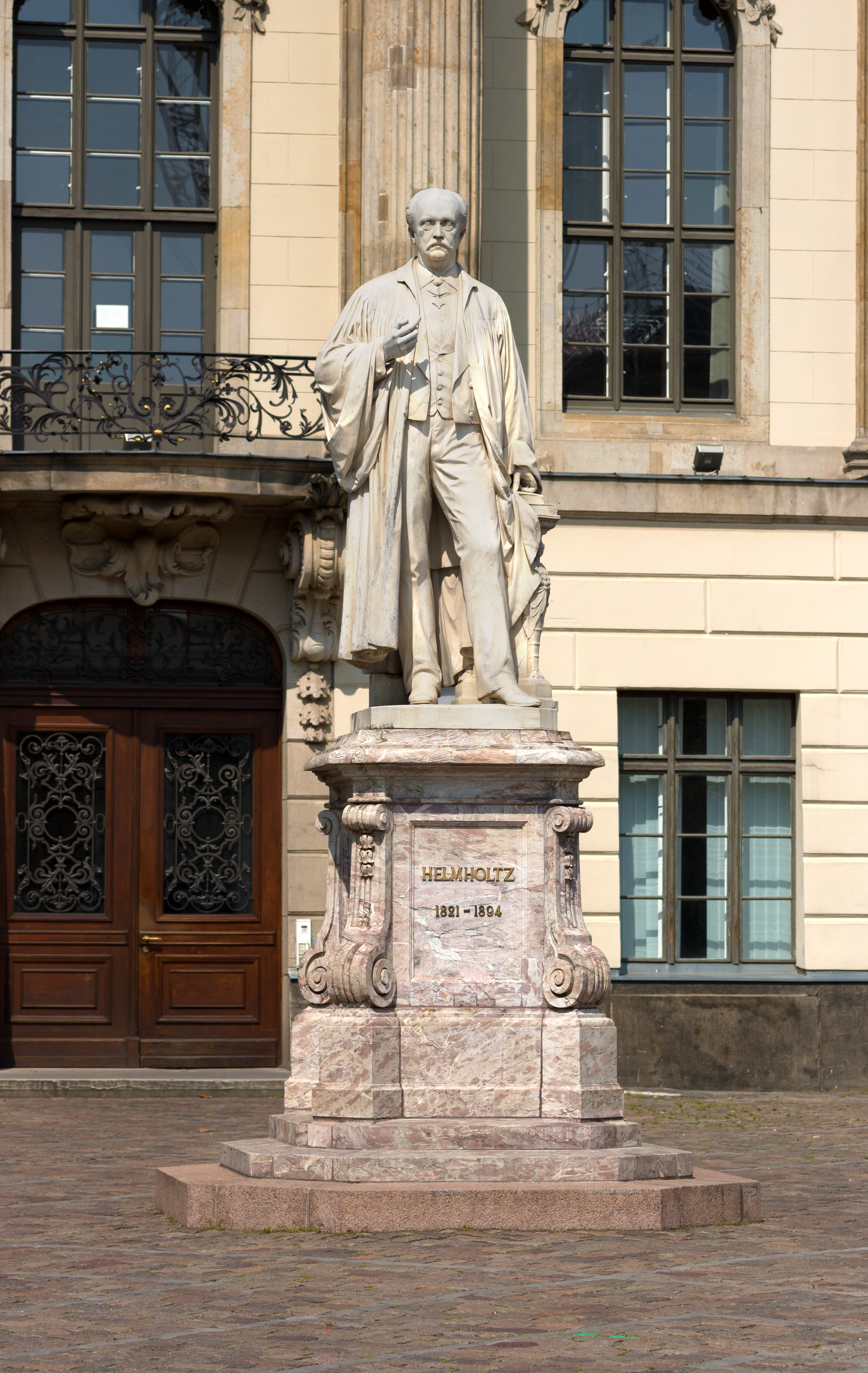
Hermann von Helmholtz - standbeeld aan de voorzijde van de Humboldtuniversiteit op een marmeren voetstuk.

- Bibsys: 90273718
- Biblioteca Nacional de Chile: 000196808
- Biblioteca Nacional de España: XX1302973
- Bibliothèque nationale de France: cb119071971 (data)
- Catàleg d'autoritats de noms i títols de Catalunya: 981058514345606706
- CiNii: DA01295293
- DBLP: 203/3848
- Gemeinsame Normdatei: 11854893X
- International Standard Name Identifier: 0000 0001 2132 6382
- Library of Congress Control Number: n79112262
- Nationale Bibliotheek van Letland: 000072519
- Mathematics Genealogy Project: 49057
- Bibliotheek van het Japanse parlement: 00518409
- Nationale Bibliotheek van Tsjechië: jn20000720103
- Nationale bibliotheek van Australië: 35186200
- Nationale Bibliotheek van Israël: 987007262423505171
- Nationale Bibliotheek van Polen: a0000001234852
- Nationale en Universitaire bibliotheek Zagreb: 000289175
- Nederlandse Thesaurus van Auteursnamen: 070546452
- PIC: 186319
- Réseau des bibliothèques de Suisse occidentale: 02-A000079401
- LIBRIS: 250644
- SNAC: w6qf9187
- Système universitaire de documentation: 031053130
- Trove: 856589
- Virtual International Authority File: 51690801
- WorldCat: E39PBJwX8rQwGmkhjM48kvHHmd